# Березин, Иван Семёнович
Иван Семёнович Бере́зин (26 сентября 1920, Орловский уезд, Вятская губерния — 24 мая 1982, Москва) — советский математик, профессор, заведующий Вычислительным центром Московского университета, заместитель декана факультета вычислительной математики и кибернетики МГУ.

## Биография
Родился в деревне Небылицы Вятской губернии в крестьянской семье.
В 1937 году, окончив школу в Кировской области, поступил на механико-математический факультет Московского университета. Учёба была прервана с началом войны; будучи не годным к военной службе по состоянию здоровья, И. С. Березин в 1941—1943 годах преподавал физику и математику в сельской школе Кировской области. С осени 1943 года возобновил обучение в МГУ и в 1944 году с отличием окончил его, а в 1947 году — аспирантуру НИИ математики МГУ, защитив диссертацию на соискание учёной степени кандидата физико-математических наук (тема диссертации: «К задаче Коши для дифференциальных уравнений гиперболического типа с начальными данными на линии параболичности», научный руководитель — И. Г. Петровский).
С 1945 по 1982 год работал в Московском университете: ассистент (1945—1949), старший преподаватель (1949—1950), доцент (1950—1952) кафедры математики физического факультета; доцент (1953—1964), профессор (с 1965) кафедры вычислительной математики механико-математического факультета, затем — факультета вычислительной математики и кибернетики МГУ. Одновременно в 1955—1970 годах — заведующий вычислительным центром МГУ, в 1970—1980 годах — заместитель декана факультета ВМК МГУ по научной работе.
В 1947—1952 годах по совместительству работал старшим научным сотрудником, затем — начальником научно-исследовательского отдела на предприятии п/я 989 (впоследствии — ЦНИИМаш, Калининград Московской области).
Сын И. С. Березина, Борис Иванович Березин (1949—2014), был заместителем декана факультета ВМК МГУ по учебной работе с 1989 года до конца жизни.

## Научная деятельность
Область научных интересов: дифференциальные уравнения с частными производными, численные методы.
Будучи руководителем вычислительного центра МГУ со дня его основания в течение 15 лет, способствовал формированию научных направлений и превращению ВЦ в одну из ведущих научно-исследовательских организаций СССР в области развития численных методов и применения ЭВМ.
Один из организаторов факультета вычислительной математики и кибернетики МГУ.
Фактически руководил повседневной жизнью факультета, поскольку декан, академик А. Н. Тихонов, занимался только стратегическими вопросами.
В течение многих лет читал основной курс «Методы вычислений» на факультетах механико-математическом и вычислительной математики и кибернетики; вёл семинарские занятия по курсу обыкновенных дифференциальных уравнений, руководил спецсеминарами по методам решения экстремальных задач, по методам оптимизации и их применению в структурном анализе.
Автор двухтомного учебника «Методы вычислений», созданного в соавторстве с Н. П. Жидковым и переведённого на ряд языков.
Присвоение учёных званий: доцент (1950), старший научный сотрудник по специальности «прочность тонкостенных конструкций» (1950), профессор (1964).

### Избранные публикации
- О задаче Коши для линейного уравнения второго порядка с начальными данными на линии параболичности // Матем. сб.: нов. сер. — 1949. — Т. 24 (66), вып. 2. — С. 301—320.
- Березин И. С. Краткий обзор научно-исследовательской работы Вычислительного центра и кафедры вычислительной математики МГУ за 1954-1964 годы. — М., 1965. — 215 с. — 300 экз.
- Березин И. С., Жидков Н. П. Методы вычислений. — М.: Фиматгиз, 1959. — Т. 1. — 464 с. — 20 000 экз. || . — 2-е изд. — М.: Фиматгиз, 1962. — Т. 1. — 464 с. — 25 000 экз. || . — 3-е изд., перераб. и доп. — М.: Наука, 1966. — Т. 1. — 632 с. — 25 000 экз.
- Березин И. С., Жидков Н. П. Методы вычислений. — М.: Фиматгиз, 1959. — Т. 2. — 620 с. — 10 000 экз. || . — М.: Фиматгиз, 1960. — Т. 2. — 620 с. — 15 000 экз. || Методы вычислений. — 2-е изд., перераб. — М.: Фиматгиз, 1962. — Т. 2. — 639 с. — 25 000 экз.

## Награды
- два ордена Трудового Красного Знамени (1971, 1980)
- орден «Знак Почёта» (1961).

## Комментарии
1. ↑  Деревня Небылицы, относившаяся к Ярковской, затем — к Верхошижемской волости Орловского / Халтуринского уезда, в последующем входила в состав Тюменского сельсовета Верхошижемского района Кировской области; не сохранилась[1].